# Kozarewec (obwód Wielkie Tyrnowo)
Kozarewec (bułg. Козаревец) – wieś w Bułgarii, w obwodzie Wielkie Tyrnowo, w gminie Laskowec. W 2024 roku liczyła 861 mieszkańców.

## Osoby związane z miejscowością

### Urodzeni
- Mariana Dimitrowa (1954–2005) – bułgarska aktorka